# Вернон-Гілл (Вірджинія)
Вернон-Гілл — це невключена громада в окрузі Галіфакс, Вірджинія, США. Верннон-Гілл розташований на 360-й магістралі штату, 15.6 км на захід від Галіфакса. Громада має поштове відділення із ZIP-кодом 24597, яке відкрилося 8 вересня 1856 року.
Вудлон 2005 року перебував у Національному реєстрі історичних місць.